# Saint-Paul-du-Vernay
Saint-Paul-du-Vernay település Franciaországban, Calvados megyében. Lakosainak száma 830 fő (2022. január 1.). Saint-Paul-du-Vernay Arganchy, Cahagnolles, Castillon, Juaye-Mondaye, Noron-la-Poterie, Subles, Trungy és Aurseulles községekkel határos.

## Népesség
A település népessége az elmúlt években az alábbi módon változott:
| Lakosok száma | 625  | 578  | 612  | 638  | 778  | 799  | 818  | 831  | 832  | 830  |
|               | 1968 | 1982 | 1990 | 2006 | 2013 | 2015 | 2017 | 2019 | 2020 | 2022 |